# 馬場 (新座市)
馬場（ばば）は、埼玉県新座市の町名。現行行政地名は馬場一丁目から四丁目。郵便番号は352-0016。

## 地理
埼玉県新座市中央部に位置する。大江戸線の延伸が計画されており、1丁目に新座中央駅の設置が予定されている。大規模な区画整理後、大学や医療機関の誘致が計画されている。南の境界を黒目川が流れる。

## 歴史
地名は大字片山の字名に因む。
- 1974年（昭和49年）8月1日 - 大字片山の一部から馬場一丁目〜四丁目が成立[6]。
- 時期不明 - 馬場一丁目〜四丁目の住居表示を実施。現在馬場は住居表示実施地区となっている。

## 世帯数と人口
2017年（平成29年）1月1日現在の世帯数と人口は以下の通りである。
| 丁目       | 世帯数    | 人口    |
| ---------- | --------- | ------- |
| 馬場一丁目 | 553世帯   | 1,213人 |
| 馬場二丁目 | 637世帯   | 1,606人 |
| 馬場三丁目 | 520世帯   | 1,364人 |
| 馬場四丁目 | 662世帯   | 1,590人 |
| 計         | 2,372世帯 | 5,773人 |

## 小・中学校の学区
市立小・中学校に通う場合、学区（校区）は以下の通りとなる。
| 丁目       | 番地                      | 小学校             | 中学校             |
| ---------- | ------------------------- | ------------------ | ------------------ |
| 馬場一丁目 | 1(1〜16) 1(52〜61) 12・13 | 新座市立陣屋小学校 | 新座市立新座中学校 |
| 馬場一丁目 | その他                    | 新座市立第四小学校 | 新座市立新座中学校 |
| 馬場二丁目 | 全域                      | 新座市立第四小学校 | 新座市立第三中学校 |
| 馬場三丁目 | 全域                      | 新座市立第四小学校 | 新座市立第三中学校 |
| 馬場四丁目 | 2〜11 12(11〜54)          | 新座市立第四小学校 | 新座市立新座中学校 |
| 馬場四丁目 | その他                    | 新座市立陣屋小学校 | 新座市立新座中学校 |

## 交通

### 道路
- 関越自動車道
- 東京都道・埼玉県道36号保谷志木線
- 水道道路

### 鉄道
- 地内に鉄道は敷設されていない。JR新座駅が最寄り駅となっている。また、地下鉄12号線の延伸が予定されている[要出典]。

## 施設
- 新座市立第四小学校
- まきば第二保育園
- 妙音沢もみじ保育園
- 馬場集会所
- 馬場運動場
- 馬場黒目川公園
- 馬場三丁目児童遊園
- 荒沢不動堂（荒沢不動尊）
- 醫王山蓮光寺（新座薬師。真言宗智山派）
- 馬場氷川神社（片山氷川神社、新座郡辻村字台野火留氷川社、醫王山蓮光寺・字原ヶ谷戸圓光院持氷川大明神）